# Nový Zéland na Zimních olympijských hrách 1992
Nový Zéland se účastnil Zimní olympiády 1992. Zastupovalo ho 6 sportovců (5 mužů a 1 žena) v 2 sportech.

## Medailisté
| Medaile | Jméno                | Sport           | Soutěž      |
| ------- | -------------------- | --------------- | ----------- |
| Stříbro | Annelise Cobergerová | Alpské lyžování | ženy slalom |